# 服部友香
服部 友香（はっとり ゆか、11月29日 - ）は、日本の女性声優。東京都出身。元青二プロダクション（ジュニア）所属。
龍田直樹の声優グループ「龍のとなり」のメンバーである。

## 出演

### テレビ番組
- NHK　ダーウィンが来た!　（ヒゲ坊）
- CX　みんなのニュース　特報コーナー（ナレーション）
- CX　Live News it!　特報コーナー（ナレーション）
- NHKプレマップ（ナレーション）
- BSプレミアム　ふらっとあの街旅ラン10キロ（番宣ナレーション）
- テレビ東京　太川蛭子の旅バラ えびつるの村おこし旅（番宣ナレーション）
- テレビ東京　土曜スペシャル　長野クンさかなクン港はしご旅（番宣ナレーション）
- 関西テレビ　千鳥の「話の引き出し」（番宣ナレーション）

### ボイスオーバー
- NHK   ダーウィンが来た!
- NHK　 クローズアップ現代
- NHK　 首都圏情報 ネタドリ!
- 日テレ　世界まる見え!テレビ特捜部
- 日テレ　世界一受けたい授業
- 日テレ　日本メダル話
- CX　　 みんなのニュース
- BSTBS　みんなでハイタッチ
- Paravi　リアルアイドル

### アニメ
- テスラノート（訓練生2）

### ゲーム
- ペルソナ5 タクティカ

### ラジオ
- 東京FM　ピートのふしぎなガレージ
- 青山二丁目劇場　－神様がくれたもの－（ 川井、お母さん）
- 青山二丁目劇場　－女神の順番－ （女神）

### オーディオブック
- 山吹の花/豊島与志雄

### 顔出し
- オトナミューズ　MC
- 行列のできる法律相談所　再現VTR
- イオン化粧　shimicom 　VTR

### 舞台
- 華ヤカ哉、我ガ一族　オペラカレイド～再会～（2013年8月3日 - 12日、星陵会館）

### 映画
- 劇場版 ダーウィンが来た!アフリカ新伝説（2019年）
- 恐竜超伝説 劇場版ダーウィンが来た!（2020年）
- 驚き！海の生きもの超伝説 劇場版ダーウィンが来た！（2021年）
- 日本列島生きもの超伝説 劇場版ダーウィンが来た!（2023年）